# Kėdainiai
Kėdainiai er en by i det centrale Litauen ved bredden af Nevėžis-floden, med et indbyggertal på 29.8502011. Byen ligger i Kaunas apskritis og er det administrative centrum for Kėdainiai distriktetkommune med 61.0372010 indbyggere. Det geografiske centrum af den Litauen ligger tæt på i den nærliggende landsby Ruoščiai, der ligger i Dotnuva seniūnija.

## Navn
Ifølge legenden stammer navnet Kėdainiai fra en rig købmand "Keidangenas", der kom fra Kurland og oprettede en fiskerlandsby.
Byen har været kendt under andre navne bl.a.: jiddisch: קיידאן tr. Keidan, polsk: Kiejdany og tysk: Kedahnen. Andre navne er: Kidan, Kaidan, Keidany, Keydan, Kiejdany, Kuidany, og Kidainiai.

## Historie
Arkæologiske undersøgelser viser, at Kėdainiai udviklede sig fra en fisker- og bondelandsby, der blev etableret i begyndelsen af det 1300-tallet på højre bred af Nevėžis floden. Bosættelsen dækkede i første omgang omkring 4 ha. Kėdainiai blev første gang nævnt i 1372 livlandske Chronicle af Hermann de Wartberge, og er således en af de ældste byer i Litauen.
I 1600-tallet, under "Syndfloden", det litauiske navn for svenskernes angreb på den polsk-litauiske realunion under Karl X Gustav, var området skueplads for adskillige slag. Under krigen i 1655 afsluttede to medlemmer af Radziwiłł familien en kortlivet traktat med Sverige, der oprettede en separat stat "Unionen af Kėdainiai", styret af familien Radziwiłł som svensk protektorat.
Aftalen trådte dog aldrig i kraft, idet svenskerne led nederlag i slaget ved Warka og Prostki og folkelig opstand i både Polen og Litauen satte en stopper for både den svenske magt og Radziwiłłs-familiens indflydelse.
Radziwiłł-familiens mausoleum findes i krypten under den calvinistiske kirke, herunder Krzysztof Radziwiłł og hans søn Janusz grave.
Skotske protestanter indvandrede i slutningen af 1500-tallet og begyndelsen af 1600-tallet, opmuntret af Anna Radziwiłłs konvertering; menigheden fik betydelig indflydelse i byen og eksisterede indtil midten af 1800-tallet.
En gammel lokal skik opfordrer alle besøgende til at bringe en sten, der skal anvendes i byens anlæg.

### Nyere tid
Gennem mange år har Kėdainiai været kendt for sin kemi- og fødevareindustri. Kedainiai kemifabrik startede i januar 1963, og var en milepæl i industrialisering af Litauen. Fabrikken udsendte betydelige mængder svovlsyre og var genstand for mange protester i 1980'erne. Efter flere år med stagnation er gamle virksomheder kommet til live, og nye er etableret bl.a. et varedistributionscenter for dagligvarekæden Norfa, hvilket bidrager til byens økonomiske fremgang.

## Bydele i Kėdainiai
I Kėdainiai er der 11 seniūnijos (dansk: ~ bydele).
| - Dotnuva - Gudžiūnai - Josvainiai - Kėdainiai by | - Krakės - Pelėdnagiai - Pernarava - Surviliškis | - Šėta - Truskava (Har sæde i Pavermenys) - Vilainiai |

## Kėdainiais venskabsbyer
| - Kohtla-Järve, Estland - Brodnica, Polen | - Łobez, Polen - Rostov, Rusland | - Svalöv, Sverige - Sömmerda, Tyskland |

## Sport
- FK Nevėžis Kėdainiai;
- Kėdainių centrinis stadionas.

## Galleri
- Gade i Kėdainiai
- Didžioji gatvė i Kėdainia
- Didžioji gatvė i Kėdainia
- Kėdainias gamle by, Kranto II gatvė
- Krzysztof Radziwiłłs kiste
- Janusz Radziwiłłs kiste